# توتلبن
توتلبن (به آلمانی: Tüttleben) یک شهر در آلمان است که در تورینگن واقع شده‌است.

## خصوصیات
توتلبن ۷٫۲۶ کیلومترمربع مساحت دارد ۲۸۰ متر بالاتر از سطح دریا واقع شده‌است.